# 皇冠印刷
皇冠特殊印刷廠股份有限公司（英語：Huang Guan Special Printery Co., Ltd.）是一家總部位於臺中太平的印刷商，其主要業務為紙製食品包裝容器之印刷及其周邊業務。

## 沿革
1981年，皇冠特殊印刷廠股份有限公司成立，以自黏商標、彩盒印刷、網版移印為主要營業項目。
1991年起，投入紙製餐盒的研發及改善餐盒製程，並致力於提高生產效率。
1996年，獲經濟部中小企業處評選為績優廠商。
1999年，於行政院衛生署委託臺灣省餐盒食品商業同業公會聯合會進行之食品容器衛生評鑑中獲選為優等廠商。
因紙製容器需求隨臺灣地區外食人口比例快速增加，於2002年投入紙製杯類生產，更於2003年開發多格餐盒類產品。

## 產品及服務

### 產品
- 紙製餐具

### 服務
- 各種紙製餐具研發設計[2]

## 主要客戶
- 鼎泰豐、蕃茄村漢堡、中華航空、呷尚宝、台灣雞腿王、三媽臭臭鍋等。[3][4]

## 事件

### 甲苯事件
2013年，該公司離職員工爆料公司經營者要求員工以甲苯溶劑拭除因製程沾染之油汙。隨後，經營者開放整個製造過程給外界參觀，表示甲苯只用於機器上而絕無用在食品容器上；其總經理透過媒體向大眾鞠躬道歉，表示若化驗報告出爐後證實其產品有問題，該公司一定會將之全面回收，並強調只要產品有瑕疵就會丟棄或銷毀；此外，亦宣稱公司會其保留法律追訴權。8月15日，業者經檢警單位介入調查後坦承有「作業疏失」，遭臺中市政府勒令停工並要求全面禁用及回收其產品。

#### 事後
據媒體報導，其經營者稱「這樣的製程在業界使用，方法大家都一樣！」；華航、鼎泰豐等業者立即停用該公司產品，強調待調查釐清後，會按損失金額向廠商依約求償。8月20日，採樣檢驗報告出爐，雖未檢出甲苯，但因業者與員工坦承使用，臺中市政府衛生局依《食品衛生管理法》處以罰鍰新臺幣150萬元，並將一周以來業者回收的1185萬餘個、總重約100公噸的餐盒全數銷毀。
事後全面調整改進措施，使用UV先進印刷機。不會出現複印情況發生

## 外部連結
- 台灣包裝協會 -- 皇冠特殊印刷廠股份有限公司